# 下飯田町 (名古屋市)
下飯田町（しもいいだちょう）は、愛知県名古屋市北区にある地名。現行行政地名は下飯田町1丁目から下飯田町4丁目。住居表示未実施。

## 地理
名古屋市北区南東部に位置する。東は御成通、西は瑠璃光町、南は若葉通、北は織部町・尾上町に接する。西から1丁目から4丁目が設定されている。

## 歴史

### 町名の由来
片山天神社境内の杉をその近郷5ヶ村に分けた際にその杉の「下枝」を渡されたことによるという説（蓬州旧勝録・張州雑志・金鱗九十九之塵）と、水が田から湧き出ているような土地であったことに由来する「井田」が転じたとする説（飯田小学校誌）がある。『尾張徇行記』上飯田村の項によれば、矢田川が天井川であるために伏流水が湧水する土地であったといい、また、『尾張国地名考』によれば、住民は「下井田」と通称していたことが記されているという。

### 沿革
- 南北朝～戦国時代 - 尾張国山田郡（→春日部郡）に属する下飯田（下井田）郷として記録に登場する[3]。
  - 『神奈川県史資料編2』所収の「鹿王院文書」天龍寺領目録に登場することから天龍寺領であったとみられる。
  - 織田信雄家臣曽我又六知行地であったが、小牧・長久手の戦いにより不知行となったという。
- 江戸時代 - 尾張国尾張藩領大代官所支配の上飯田村として存在。集落は東脇・西脇・前島に分かれていたという。[3]
- 1880年（明治13年） - 西春日井郡成立により同郡下飯田村に所属[4]。
- 1889年（明治22年） - 六郷村大字下飯田となる[4]。
- 1921年（大正10年）8月22日 - 合併に伴い、六郷村大字下飯田を名古屋市東区下飯田町と改称[1]。
- 1932年（昭和7年）9月1日 - 以下の通り、周辺との境界変更を行う[1][5]。
  - 字下垣戸・寺西・東猿投・南出・南原・仲田・郷添・仲ノ川の各一部を若葉通1～5丁目に編入。
  - 字寺西・郷添・南出・五幡田・下流・下ノ町・流の各一部を瑠璃光町1～5丁目に編入。
  - 字下流・流の各一部を真畔町に編入。
  - 字仲田・東原・仲ノ川の各一部を報徳町に編入。
  - 字下ノ町・松本・畑得の各一部を織部町に編入。
  - 字下ノ町・流の各一部を尾上町に編入。
  - 字仲ノ川・郷添・松本・堀ノ内・畑得の各一部を御成通1～4丁目に編入。
  - 字南出・東生駒・塩又木・南原・桃ノ木・薬師裏の各一部を芦辺町1～3丁目に編入。
  - 字下垣戸・東猿投・五幡田・寺西の各一部を垣戸町1～3丁目に編入。
  - 字南原・仲田・薬師裏・西向田の各一部を彩紅橋通1～2丁目に編入。
  - 字下流・五幡田・下垣戸・東猿投の各一部を木津根町に編入。
  - 字東原・仲ノ川・藤方志の各一部を指金町に編入。
  - 字寺西・南出・東生駒・下三反田の各一部を紅雲町に編入。
  - 字下流・五幡田の各一部を龍ノ口町に編入。
  - 字五幡田・下垣戸の各一部を憧旛町1～3丁目に編入。
  - 字仲ノ川・松本・堀ノ内・藤方志・中浦の各一部を八龍町に編入。
  - 字仲田・東原・西向田の各一部を古径町に編入。
  - 字仲田・仲ノ川・東原・西向田・東向田・藤方志の各一部を平安通1～4丁目に編入。
- 1938年（昭和13年）6月1日 - 以下の通り、境界変更等を行った[5]。
  - 字郷添の大部分を1～4丁目とした。
  - 字郷添・南原の各一部を若葉通4～5丁目に編入。
  - 字寺西の残部全部を瑠璃光町1丁目に編入。
  - 字南原の残部全部を芦辺町2丁目に編入。
  - 字仲田の残部全部を平安通1丁目に編入。
- 1939年（昭和14年）4月1日 - 字下通り・辻町字下ノ通・狐向の各全部を下飯田町字狐向とした[5]。
- 1944年（昭和19年）2月11日 - 北区成立に伴い同区に編入。
- 1949年（昭和24年）7月1日 - 字狐向の一部を辻本通1～4丁目に編入[5]。
- 1956年（昭和31年）8月5日 - 字堀ノ内の一部を御成通4丁目に編入[5]。また、字宮前・堀ノ内の各一部を八龍町に編入[5]。

### 字一覧
『愛知県地名収攬』による1882年（明治15年）当時の下飯田村の字の一覧。
- 狐向（きつねむか）
- 下流（しもなかれ）
- 五幡田（ごまんてん）
- 下垣戸（しもかいとう）
- 寺西（てらにし）
- 南出（みなみで）
- 南原（みなみはら）
- 仲田（なかだ）
- 東原（ひがしはら）
- 仲ノ川（なかのかわ）
- 郷添（こうそえ）
- 下ノ丁（しものちょう）
- 松本（まつもと）

## 世帯数と人口
2019年（平成31年）1月1日現在の世帯数と人口は以下の通りである。
| 町丁     | 世帯数  | 人口  |
| -------- | ------- | ----- |
| 下飯田町 | 545世帯 | 995人 |

## 学区
市立小・中学校に通う場合、学校等は以下の通りとなる。また、公立高等学校に通う場合の学区は以下の通りとなる。
| 番・番地等 | 小学校               | 中学校               | 高等学校 |
| ---------- | -------------------- | -------------------- | -------- |
| 全域       | 名古屋市立名北小学校 | 名古屋市立若葉中学校 | 尾張学区 |

## 施設

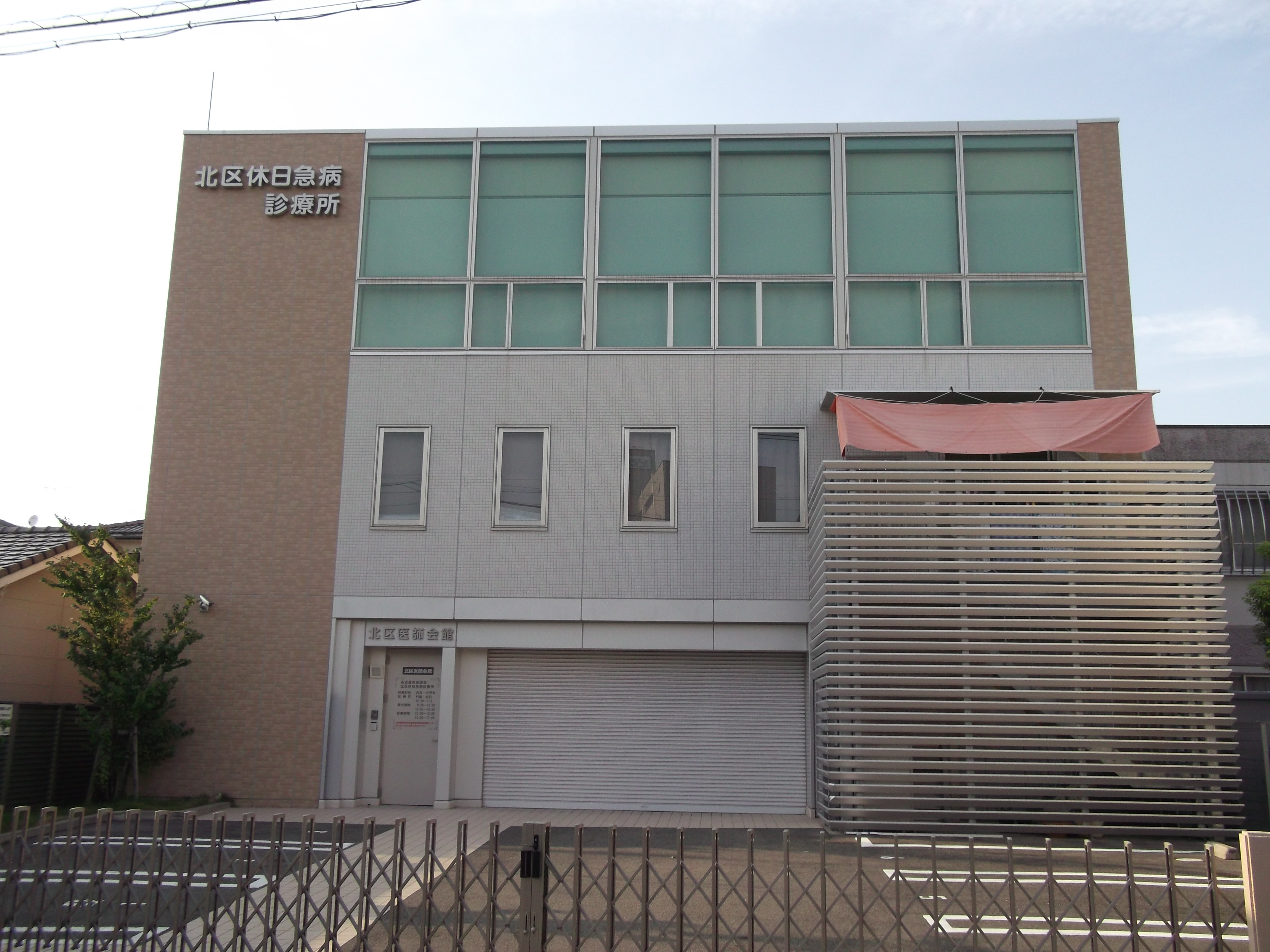
名古屋市医師会北区休日急病診療所

- 名古屋市立名北小学校
- 六所社

祭神は伊弉諾尊・伊弉冉尊・大日孁尊・月読尊・素戔嗚尊・蛭子命を祀る村社。由緒は未詳。
- 豊藤稲荷社
- 木曽御嶽本教天川教会[8]
- 御嶽教北部神徳教会[8]
- 真言宗智山派国保山観音寺

かつては安国寺と称していたが江戸時代初期に現在の名称となった。『北区誌』には聖武天皇が建立した安国寺の一つとあるが、全国に安国寺を建てさせたのは足利尊氏である。後醍醐天皇の御代には勅願寺であり、規模を誇っていたが戦火や水害により縮小され、徳川家康の死後、彼の法名を避けて観音寺と改めたと伝わるという。
- 黄檗宗清蓮寺

1559年（永禄2年）創建。元は浄土宗であったというが、1676年（延宝4年）に黄檗宗に改宗。
- 名古屋市医師会北区休日急病診療所
- 名北消防団詰所
- 劇団クセックACTアトリエ「エル・ノルテ」
- 名北回覧雑誌社

## その他

### 日本郵便
- 郵便番号 : 462-0865[WEB 2]（集配局：名古屋北郵便局[WEB 7]）。

### WEB
1. 1 2  “町・丁目(大字)別、年齢(10歳階級)別公簿人口(全市・区別)”.   名古屋市 (2019年1月23日). 2019年1月23日閲覧。
2. 1 2  “郵便番号”.  日本郵便. 2019年1月6日閲覧。
3. ↑  “市外局番の一覧”.   総務省. 2019年1月6日閲覧。
4. ↑  “北区の町名一覧”.   名古屋市 (2015年10月21日). 2019年1月12日閲覧。
5. ↑  “市立小・中学校の通学区域一覧”.   名古屋市 (2018年11月10日). 2019年1月14日閲覧。
6. ↑  “平成29年度以降の愛知県公立高等学校（全日制課程）入学者選抜における通学区域並びに群及びグループ分け案について”.   愛知県教育委員会 (2015年2月16日). 2019年1月14日閲覧。
7. ↑  郵便番号簿 平成29年度版 - 日本郵便. 2019年01月06日閲覧 (PDF)

### 文献
1. 1 2 3  名古屋市北区役所市民室『北区 私たちのまち』名古屋市北区役所、1979年3月、58頁。
2. ↑  名古屋市北区役所市民室『北区 私たちのまち』名古屋市北区役所、1979年3月、8頁。
3. 1 2  「角川日本地名大辞典」編纂委員会編『角川日本地名大辞典 23 愛知県』角川書店、1989年、652頁。ISBN 4-04-001230-5。
4. 1 2 3  「角川日本地名大辞典」編纂委員会編『角川日本地名大辞典 23 愛知県』角川書店、1989年、653頁。ISBN 4-04-001230-5。
5. 1 2 3 4 5 6  名古屋市北区役所市民室『北区 私たちのまち』名古屋市北区役所、1979年3月、59頁。
6. ↑  『地名学選書 愛知県地名集覧（原題）明治十五年愛知県郡町村字名調』1932年愛知県教育会刊、日本地名学研究所（1969年5月30日）復刻、275-276頁。明治15年5月31日西春日井郡長櫛田利眞報告。
7. ↑  西春日井郡編『西春日井郡誌』西春日井郡、1923年3月、643頁。
8. 1 2  「角川日本地名大辞典」編纂委員会編『角川日本地名大辞典 23 愛知県』角川書店、1989年、1451頁。ISBN 4-04-001230-5。
9. 1 2  北区制50周年記念事業実行委員会編『北区誌』北区制50周年記念事業実行委員会、1994年2月11日、159頁。
10. 1 2  北区制50周年記念事業実行委員会編『北区誌』北区制50周年記念事業実行委員会、1994年2月11日、160頁。